# A je to! (Ajťáci)
A je to! nebo Z pekla (v anglickém originále From Hell) je první díl třetí série britského sitcomu z prostředí informačních technologií Ajťáci. Poprvé byla epizoda odvysílána 21. listopadu 2008.

## Synopse
Jen Barber si nechává udělat rekonstrukci bytu, najme si zedníka Garyho. Roy ji přesvědčí, že Gary je členem „Pekelných zedníků“, kteří svou práci vždy završí močením do umyvadel. To Jen nenechá klidnou a snaží se Garyho hlídat. Blíží se schůzka podílníků firmy, kterou Douglas Reynholm bere na lehkou váhu přes varování finančního ředitele Nolana. Moss má problémy s partičkou výrostků, kteří se mu v parku posmívají, když míří do práce.

## Příběh
Roy jde s Jen Barber domů, aby mu vrátila 5 liber, které si od něj vypůjčila před dvěma hodinami. Roy je na peníze nedočkavý. U Jen v bytě pracuje řemeslník Gary, Royovi je povědomý.
Další den v práci Roy řekne Jen, že si je jistý, že Gary je členem „Pekelných zedníků“, kteří sice odvedou svou práci kvalitně, ale nakonec provedou posvěcení domu - konkrétní člen skupiny se vymočí do umyvadel. Jen je šokována a znechucena a okamžitě spěchá domů.
Moss má problém s partou výrostků, kteří jej obtěžují cestou do práce. Roy se mu snaží dát lekci, jak se bránit narážkám adolescentů, ale jde to ztěžka.
Finanční ředitel Nolan se snaží vysvětlit Douglasi Reynholmovi svízelnou situaci, v níž se firma nachází, ale ten jej příliš nevnímá, tančí se skupinkou dívek - svých účetních. Když se řediteli podaří přimět Douglase, aby ho poslouchal, ten mu sdělí další velmi špatnou zprávu, prošustroval peníze na mzdy zaměstnanců. Blíží se schůzka podílníků a Douglas si je jistý, že má situaci pod kontrolou. Ředitel po něm chce, aby nic nedělal a během schůzky se držel stranou. Douglas je schopen mu to slíbit. Po odchodu finančního ředitele se podívá do jedné z přihrádek svého pracovního stolu a nalezne tam revolver po otci.
Roy je rozhozený, Douglas si od něj půjčil 20 liber a pak je demonstrativně vyhodil z okna. Na své slovo, že mu je vrátí zapomněl. Jen je doma a hlídá Garyho při práci. Dělá to však dost okatě. Gary se domnívá, že ho Jen svádí a tak jí během rozhovoru řekne, že není jeho typ. Jen se urazí a nazve ho velkým ošklivým zedníkem.
Moss se zlepšuje v obraně své důstojnosti a opět znejistí Jen. Poznamená, že i když Gary zřejmě není členem „Pekelných zedníků“, naštve se a pomočí jí naschvál celý byt - jako odplatu. Jen je zoufalá, Roy nabídne řešení - instalaci kamer do bytu. Tak bude mít Jen přehled, co zedník právě dělá.
Douglas má jít na schůzku podílníků, chvíli před ní se postřelí do nohy. Přesto se na schůzku z posledních sil přišourá. Jen monitoruje zedníka a když vidí, že se chystá vymočit do vany, chce zapnout nahrávání, aby měla důkaz proti němu. Namísto toho se jí podaří přesměrovat videokonferenci ze schůzky akcionářů. Na monitoru na ni křičí naštvaný pan Yamamoto, zatímco o několik pater výš v zasedací místnosti Douglas, Nolan a ostatní sledují na obrazovce Garyho, jak si ulevuje. Douglas podotkne, že mají teď o čem přemýšlet a pochlubí se:
„Ten tým účetních, měl jsem je úplně všechny.“
Pak se zhroutí.
Douglas prodělá stav klinické smrti, v němž se střetne se svým otcem Denholmem. Ten jej láká dál na nebeskou party. Ze dveří vykoukne Adolf Hitler. Douglas odmítne vstoupit, tvrdí, že musí dole ještě něco dodělat. Probudí se v nemocnici a kolem postele jsou shromážděni Nolan, Roy a tým účetních. Douglas je potěšen, že má tolik věrných přátel. Roy je tam však ze zištných důvodů, chce dostat zpátky svých 20 liber.
V úplném závěru epizody běží Moss proti partě chuligánů a mává nad hlavou střelnou zbraní, kterou vzal z Douglasovy kanceláře. Mladíci se rozprchnou do všech směrů.

## Obsazení
Vedlejší role v epizodě „A je to!“:
| Herec / herečka | Hraje        | Role                                   |
| --------------- | ------------ | -------------------------------------- |
| Jonathan Ryland | Gary         | řemeslník, pracuje u Jen v bytě        |
| Togo Igawa      | pan Yamamoto | většinový podílník Reynholm Industries |
| Tom Binns       | Nolan        | finanční ředitel Reynholm Industries   |